# 274

## Родени
- Шъ Лъ (на китайски: 石勒; на пинин: Shí Lè) е военачалник от народа дзие и първи император на Хоу Джао.

## Починали
- 30 декември – Феликс I, римски папа